# Abultamiento del capó

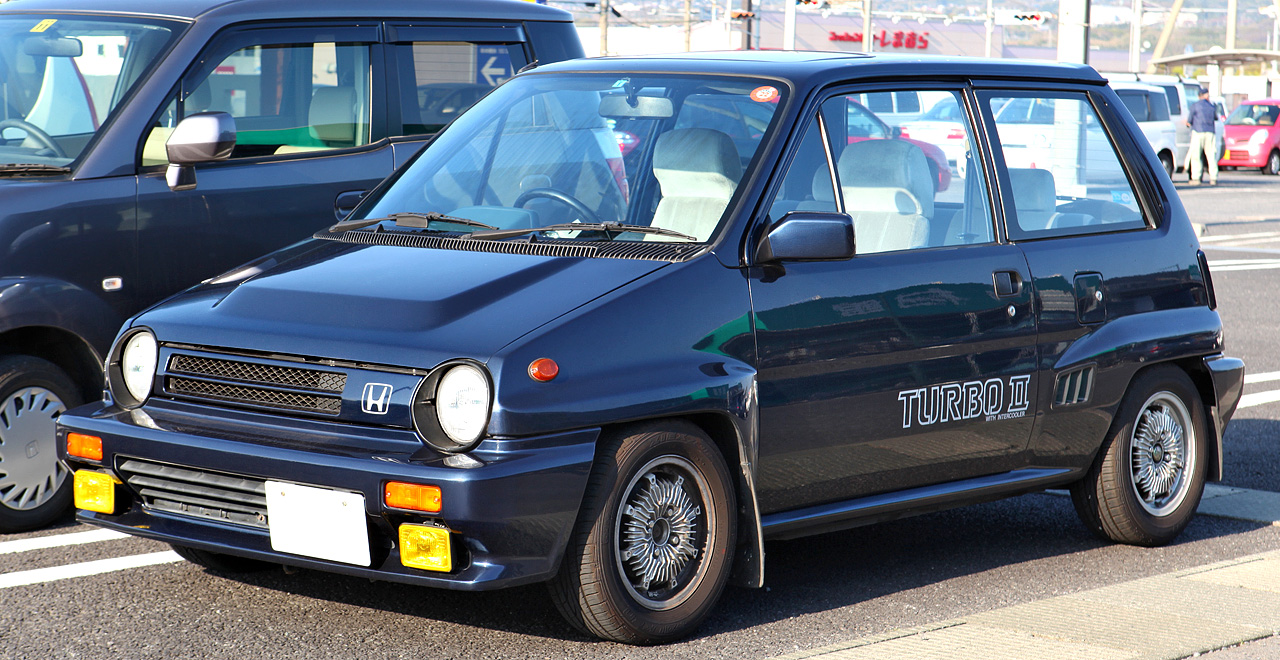
Honda City Turbo II. Al equiparse con un voluminoso intercambiador de calor después de la primera generación, fue necesario adoptar un abultamiento en el capó

El abultamiento del capó es una protuberancia situada sobre la tapa del motor de algunos automóviles, con el fin de poder alojar un propulsor más grande o las tomas de aire de diversos sistemas mecánicos que de otro modo no podrían colocarse en la caja del motor.
En ocasiones se utiliza en el diseño de automóviles producidos en serie cuando se decide colocar un motor más voluminoso en un automóvil que originalmente no fue diseñado para él, o puede ser una opción de diseño para poder obtener un perfil más bajo. Dado que el abultamiento del capó se asocia con los coches de alto rendimiento, también se puede utilizar como elemento de diseño para reforzar el estilo deportivo de un automóvil.

## Descripción general
En la década de 1950 no era infrecuente en los Estados Unidos que algunos propietarios introdujeran importantes modificaciones en sus automóviles, como reemplazar motores o sustituir los sistemas de carburación para obtener mayor potencia. Cuando el nuevo motor era más voluminoso que el original, se solía incorporar un abultamiento en el capó para ampliar el espacio disponible. Convertido en un rasgo característico, pasó a ser un elemento de diseño adoptado en numerosos vehículos fabricados en serie.
Los coches deportivos estadounidenses de los años 1960, conocidos como muscle car y numerosos coches japoneses de la misma época utilizaron a menudo este elemento. En algunos coches deportivos británicos como los Aston Martin y los Jaguar llegaron a convertirse en un rasgo característico de su diseño.